# Sant Joaquim de la Masia de Vilanova
Sant Joaquim és la capella de la Masia de Vilanova, del municipi de Conca de Dalt, al Pallars Jussà, dins de l'antic terme de Toralla i Serradell, al Pallars Jussà. Pertany al territori del poble de Rivert.
Està situada al costat nord-est de la Masia de Vilanova, al nord del poble de Sensui, a prop de l'extrem sud-oriental de la Serra del Cavall. És a la dreta del barranc de Vilanova.